# Infiniti J
O J30 foi um sedan médio-grande de tração traseira da Infiniti.